# Леопольд I (император Священной Римской империи)
Леопольд I (нем. Leopold I.; 9 июня 1640 — 5 мая 1705) — император Священной Римской империи с 18 июля 1658 года, король Венгрии с 27 июня 1655 года, король Чехии с 14 сентября 1656 года, второй сын императора Фердинанда III и Марии Анны Испанской.
Царствование Леопольда I отмечено острым соперничеством с Людовиком XIV за гегемонию в Европе. В его правление турки безуспешно осаждали Вену, и было начато освобождение от них Венгрии. В целом Леопольду удалось укрепить империю, стоявшую после Вестфальского мира на грани развала.

## Биография
Родился 9 июня 1640 года, при крещении получил имя Леопольд Игнатий Иосиф Валтасар Франциск Фелициан (лат. Leopoldus Ignatius Josephus Balthasar Franciscus Felicianus). Воспитывался у иезуитов для принятия духовного сана, но после смерти старшего брата Фердинанда IV в 1654 году стал наследником австрийских земель и был провозглашен королём венгерским и чешским. После смерти отца в 1657 году Леопольд I, несмотря на интриги Людовика XIV, желавшего добиться императорской короны, был избран германским императором и коронован 18 июля 1658 года особенно благодаря содействию курфюрста Фридриха-Вильгельма Бранденбургского.
Он любил и поощрял занятия историей и естественными науками, покровительствовал музыкантам, будучи сам талантливым композитором-любителем, основал университеты в Инсбруке, Ольмюце и Бреслау; Леопольдовское общество естествоиспытателей сохраняет его имя. После смерти эрцгерцога Сигизмунда Франца Тирольского (1665) Леопольд I приобрёл графство Тироль и выкупил у Польши силезские княжества Оппельн и Ратибор, заложенные ей Фердинандом III.
Внешняя политика его проходила в условиях соперничества с французским королём Людовиком XIV, приходившимся Леопольду двоюродным братом. С Московским государством он поддерживал дружеские отношения, видя в нём естественного союзника против Речи Посполитой и Оттоманской Порты. Неоднократно посылал туда свои посольства, некоторые из участников которых, в частности, Августин Мейерберг и Иоганн Георг Корб, оставили интересные записки.
Как и многие представители дома Габсбургов, внешне Леопольд был некрасив (имел характерную в его семье «габсбургскую губу») и не отличался крепким здоровьем, однако умеренный образ жизни позволил ему занимать свой трон на протяжении почти 47 лет. Он очень редко выезжал за пределы своих австрийских владений, и сильные политики долго не задерживались при его дворе. В 1670 году, возможно под влиянием своей первой жены-испанки, он изгнал евреев из Вены.

## Участие в войнах

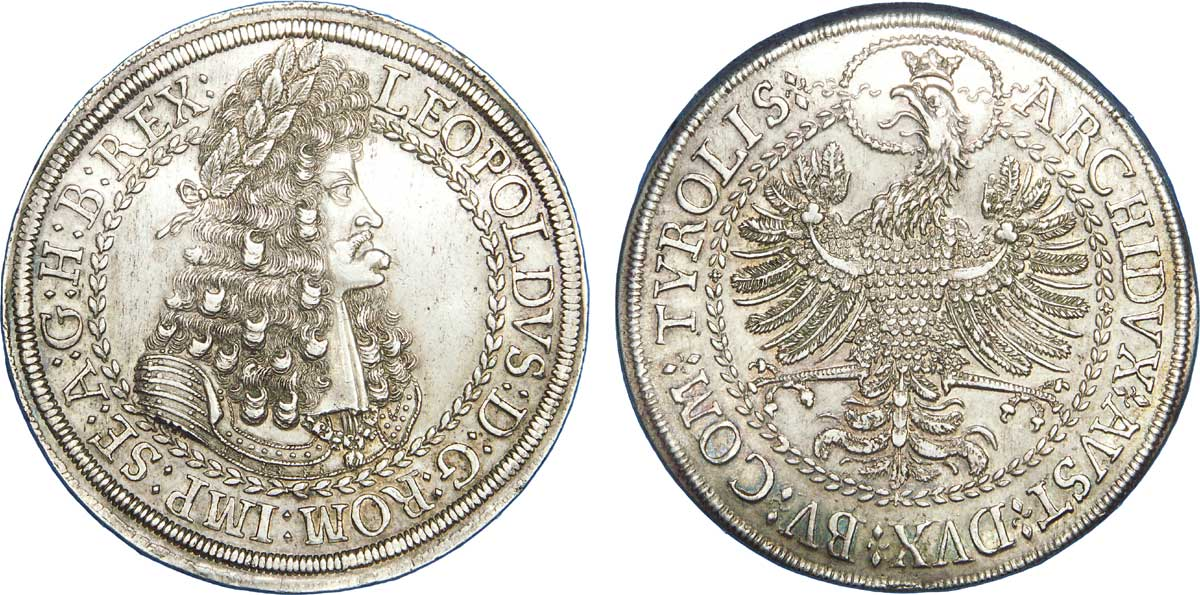
Леопольд I

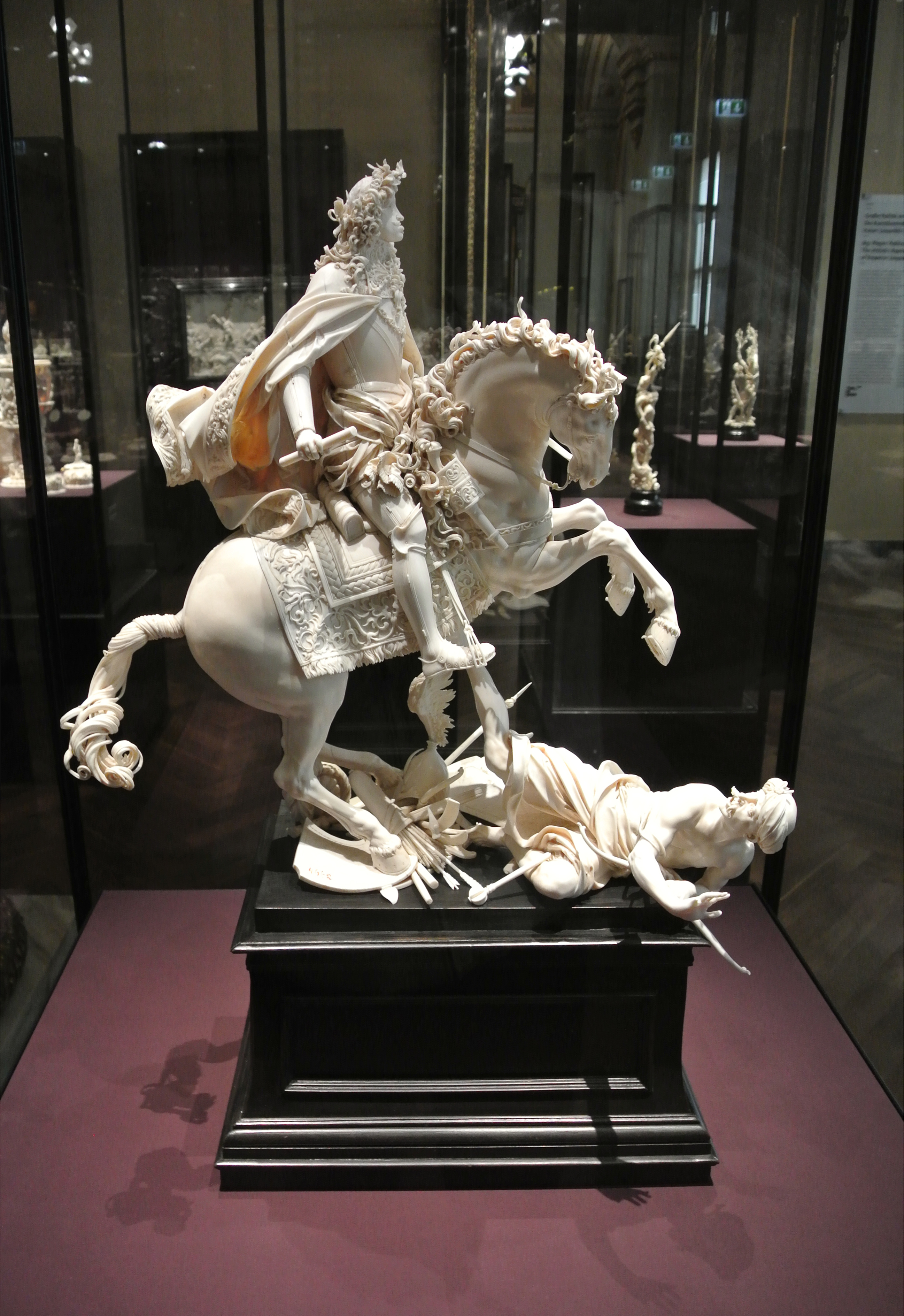
Cкульптурная группа из слоновой кости «Леопольд I как победитель турок» работы австрийского скульптора Маттиаса Штайнля

Нерешительный и склонный к депрессиям Леопольд I был искренним сторонником мира, но обстоятельства вовлекли его в многолетние войны. На Прессбургском сейме ему удалось закрепить за собой Венгрию, но его крайняя нетерпимость выразилась в жестоком преследовании венгерских кальвинистов.
Вместе с королём польским и курфюрстом бранденбургским он принимал участие в войне с Карлом Х Шведским и его союзником, Георгом Ракоци Семиградским. Вмешательство Турции в смуты Семиградья вовлекло венский двор в войну с Портой. В 1663 году турки ворвались в Венгрию, но были разбиты генералом Раймундом Монтекукколи в битве при Сентготтхарде (1664). Не воспользовавшись этой победой, император Вашварским перемирием закрепил за Портой Гроссвардейн и Нейгейзель.
Война вскоре возобновилась; протестантская национальная партия подняла мятеж (1678—1682), и призванные ею на помощь турки в 1683 году дошли до Вены, которую осаждали с 14 июля по 12 сентября. От разгрома Австрия была спасена лишь победой при Каленберге близ Вены (12 сентября 1683 года). Леопольд I перешел к наступательным действиям, увенчавшимся Карловицким миром.
Из войн его с Людовиком XIV первая (1672—1679) и вторая (1688—1697) были неудачны для Австрии. Более счастлива для неё была третья война — война за испанское наследство, в которой вторая битва при Гохштедте была последним блестящим триумфом Леопольда I, принужденного в то же время бороться с новым восстанием венгров под руководством Ференца II Ракоци.

## Семья

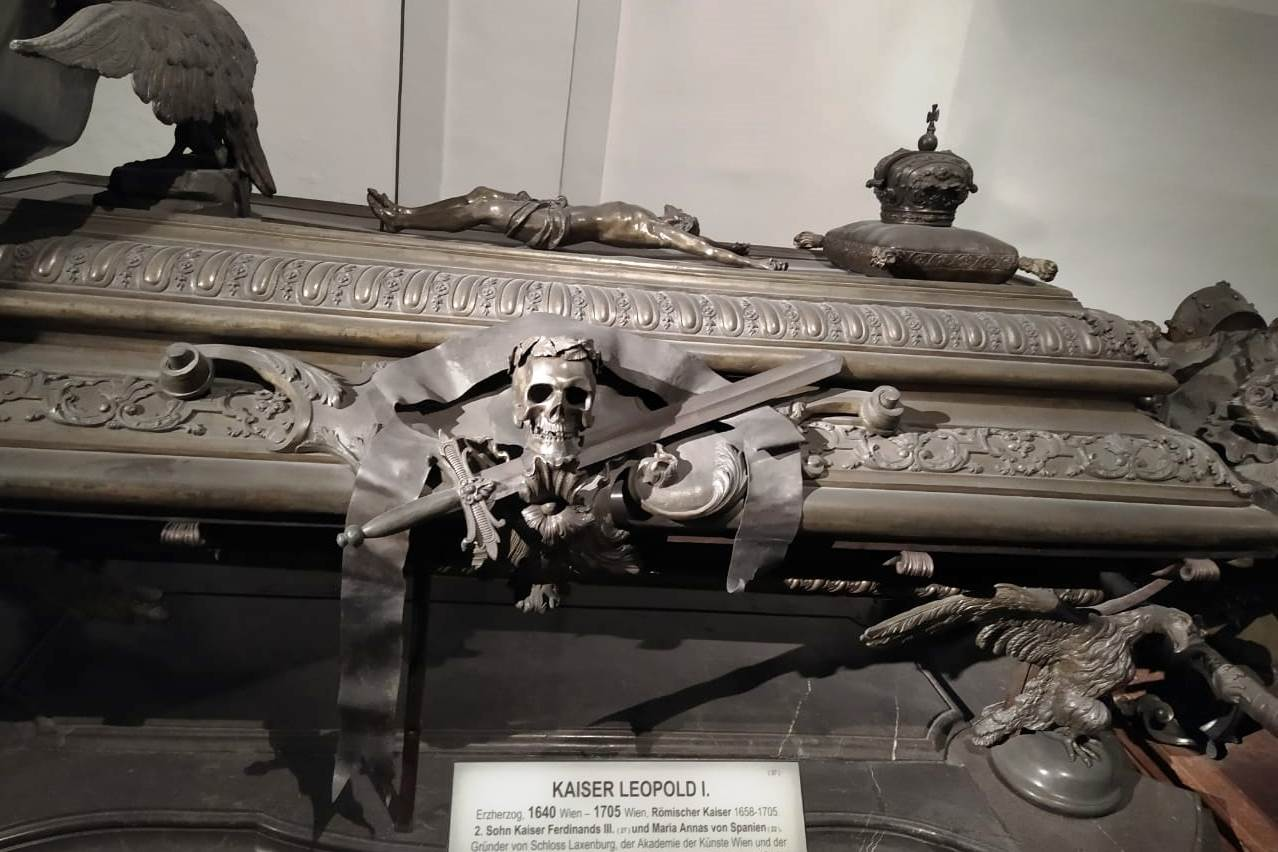
Надгробие Леопольда I в Императорском склепе, Вена

Леопольд I был женат трижды. В 1666 году Леопольд I женился на племяннице, испанской инфанте Маргарите Терезе (1651—1673), дочери короля Филиппа IV и своей собственной сестры Марианны Австрийской. Из четырёх детей выжила только одна дочь:
- Фердинанд Венцель (1667—1668)
- Мария Антония (1669—1692), эрцгерцогиня Австрийская, жена курфюрста Максимилиана II Эмануэля
- Иоганн Леопольд (1670)
- Мария Анна (1672)

В 1673 году Леопольд женился на Клавдии Фелицитате, эрцгерцогине Австрийской (1653—1676). У них родились две дочери, умершие во младенчестве:
- Анна Мария (1674—1674)
- Мария Йозефа (1675—1676)

В 1676 году он женился третий раз на Элеоноре Нойбургской (1655—1720), дочери Филиппа Вильгельма Нойбургского, с которой имел десять детей, из которых выжили семеро:
- Иосиф (1678—1711), будущий император Иосиф I
- Мария Елизавета (1680—1741), штатгальтер Австрийских Нидерландов,
- Мария Анна (1683—1754), королева Португалии, замужем за королём Португалии Жуаном V,
- Мария Тереза (1684—1696),
- Карл (1685—1740), будущий император Карл VI,
- Мария Йозефа (1687—1703),
- Мария Магдалина (1689—1743).
- Мария Маргарита (1690—1691)